# Ro-26
Ro-26 (呂号第二十六潜水艦) — підводний човен Імперського флоту Японії. До введення в Японії в першій половині 1920-х років нової системи найменування підводних човнів мав назву «Підводний човен № 45» (第四十五潜水艦).
«Підводний човен № 45» став першим у типі Kaichū IV, який відрізнявся від попереднього Kaichū III подовженим на 4 метри корпусом та, відповідно, дещо більшою водотоннажністю. Двигуни на Kaichū IV залишились тієї ж потужності, що потягнуло зменшення надводної швидкості на 0,5 вузла. Також внесли певні зміни в озброєння, які полягали у встановленні більш потужних — 533-мм проти 450-мм — носових торпедних апаратів та знятті 2 зовнішніх апаратів.
Корабель спорудили у 1923 році на корабельні ВМФ у Сасебо. По завершенні його класифікували як належний до 2-го класу та включили до складу 14-ї дивізії підводних човнів, яка базувалась на Куре.
16 травня 1924-го під час тренувань у районі з глибиною моря 52 метри через несправність керма «Підводний човен № 45» прийняв вертикальну позицію, причому його корма опустилась на дно. Втім, кораблю вдалось сплисти та інцидент не потягнув за собою якихось важких наслідків.
1 листопада 1924-го «Підводний човен № 45» перейменували на Ro-26.
1 грудня 1938-го Ro-26 вивели в резерв четвертої категорії, але 1 травня 1939-го знову повернули на службу та передали у пряме підпорядкування військово-морському округу Куре. Втім, вже 1 квітня 1940-го Ro-26 виключили зі списків ВМФ, при цьому корпус корабля й далі використовували під позначенням Haisen № 6 у школі підводного плавання в Куре. У 1947-му Haisen № 6 здали на злам.